# Biogaran
 (février 2016).
Biogaran est une entreprise pharmaceutique française créé en 1996, filiale à 100 % de Servier, spécialisée dans les médicaments génériques.

## Histoire
En 1996, Biogaran (contraction de l'expression « bioéquivalence garantie ») voit le jour. C'est la même année où le générique reçoit sa définition légale en France.
Pascal Brière prend la présidence en 1996 et Erick Roche assure la direction générale des opérations..
En 2020, Jérôme Wirotius prend la tête du groupe.
En juin 2024, la société pharmaceutique française Benta annonce avoir déposé une offre de rachat pour Biogaran située entre 800 et 900 millions d'euros, soit un montant supérieur aux offres des deux groupes indiens, Torrent Pharmaceuticals et Aurobindo Pharma, également candidats à ce rachat ,. Quelques jours plus tard, BC Partners, alliée à BPI France, se positionne officiellement aussi pour le rachat de Biogaran, l'Etat français ne souhaitant pas voir le groupe quitter le giron national.
En septembre 2024, Biogaran a renoncé à ce rachat.
Le 23 novembre 2024, le patron de Biogaran déclare ne pas fermer la porte à un rachat.

## Produits
En janvier 2020, Le laboratoire Biogaran déclare commercialiser plus de 850 médicaments génériques en France.

## Données financières
Plus de 20 millions de boîtes de médicaments sont distribuées chaque mois (Source : GERS 07/2015).
Le chiffre d'affaires de Biogaran pour l'année 2014 est de 890 M€ (Source GERS décembre 2014). Il est de 704 M€ en 2016 et de 727 M€ en 2017.